# سومان (بازیگر)
سومان (به انگلیسی: Suman) (زاده ۲۸ اوت ۱۹۵۹) بازیگر هندی است.
از فیلم‌هایی که وی در آن نقش داشته‌است می‌توان به جبار برگشته اشاره کرد.

## فیلم‌شناسی
فهرست برخی از فیلم‌هایی که سومان در آن‌ها به ایفای نقش پرداخته‌است:
- جبار برگشته
- سینگام ۳
- رودرامادوی
- مرد عدالت
- عالی
- الکس پاندیان
- اگر مرا می‌شناسی
- سیواجی
- شهروند
- عشق من جانکی
- وارث
- برای یک دختر
- آدو ماگادرا بوجی
- پرده آهنین
- هزار چراغ
- قلب‌های بی‌باک
- آنامایا
- دلهره
- چون عشق است
- بی‌سواد